# Ford Maverick

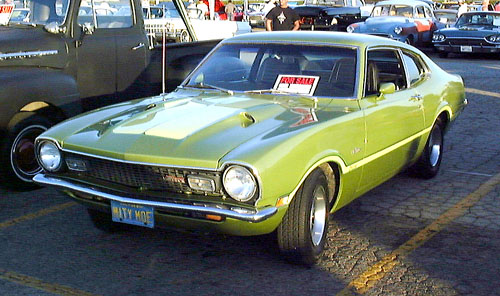
Amerikansk Ford Maverick från 1970-talet.

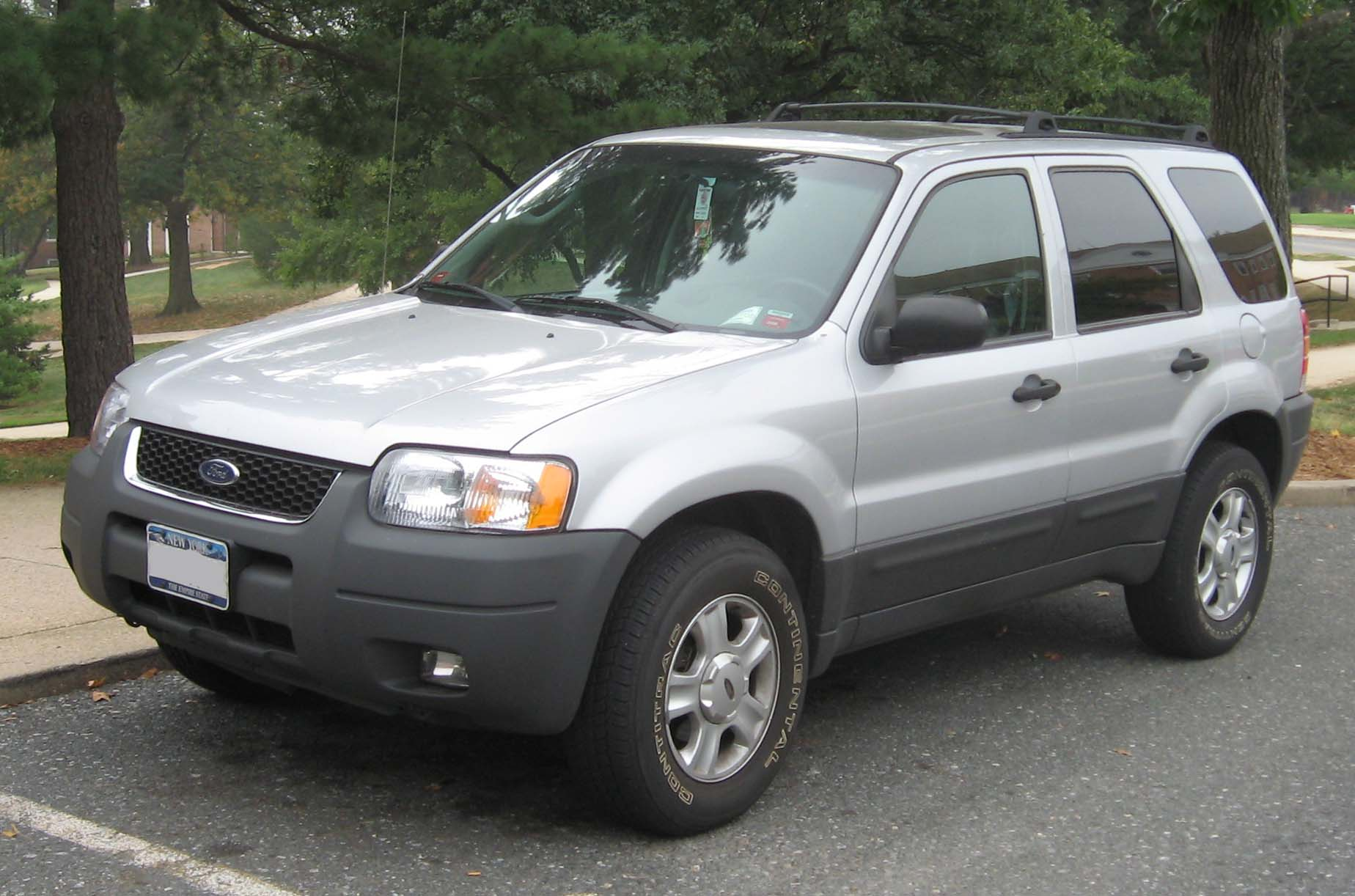
Europeiska Ford Maverick som kallas Ford Escape i USA.

Ford Maverick ett modellnamn på olika bilmodeller från Ford. 
I Europa och Australien är Ford Maverick en mellanstor SUV som konkurrerar i Europa med bland annat: Chevrolet Trailblazer, Volvo XC90, Audi Q7 och Volkswagen Touareg. Denna modell kallas Ford Escape i USA. Tidigare gick Ford Escape och Ford Maverick under namnet Mazda Tribute i Europa och USA. Den ändrades till Ford Escape respektive Ford Maverick då Mazda-versionen sålde dåligt.
Den amerikanska Ford Maverick är en mellanklass-sedan som idag konkurrerar med till exempel: Chevrolet Cobalt och Dodge Stratus. Den första generationen ersatte Ford Falcon och konkurrerade i "compact car"-segmentet.
De tidigare konkurrenterna var: Chevrolet Vega, Pontiac Tempest, Oldsmobile Cutlass, Plymouth Valiant osv...